# The Eighth Mountain
The Eighth Mountain è il dodicesimo album del gruppo symphonic power metal italiano Rhapsody of Fire, pubblicato il 22 febbraio 2019 da AFM Records.
L'album rappresenta il primo capitolo dalla saga The Nephilim's Empire Saga, scritta da Alex Staropoli e Roby de Micheli. È il primo studio album con il cantante Giacomo Voli e il batterista Manu Lotter, che hanno preso il posto, rispettivamente, di Fabio Lione e Alex Holzwarth.

## Tracce
1. Abyss of Pain – 0:48
2. Seven Heroic Deeds – 4:47
3. Master of Peace – 5:31
4. Rain of Fury – 4:09
5. White Wizard – 4:56
6. Warrior Heart – 4:29
7. The Courage to Forgive – 4:54
8. March Against the Tyrant – 9:22
9. Clash of Times – 4:41
10. The Legend Goes On – 4:44
11. The Wind, The Rain and the Moon – 5:22
12. Tales of a Hero's Fate – 10:47

## Formazione

### Gruppo
- Giacomo Voli – voce
- Roberto De Micheli – chitarra
- Alessandro Staropoli – tastiere
- Alessandro Sala – basso
- Manu Lotter – batteria